# Konsulent (Ehrentitel)

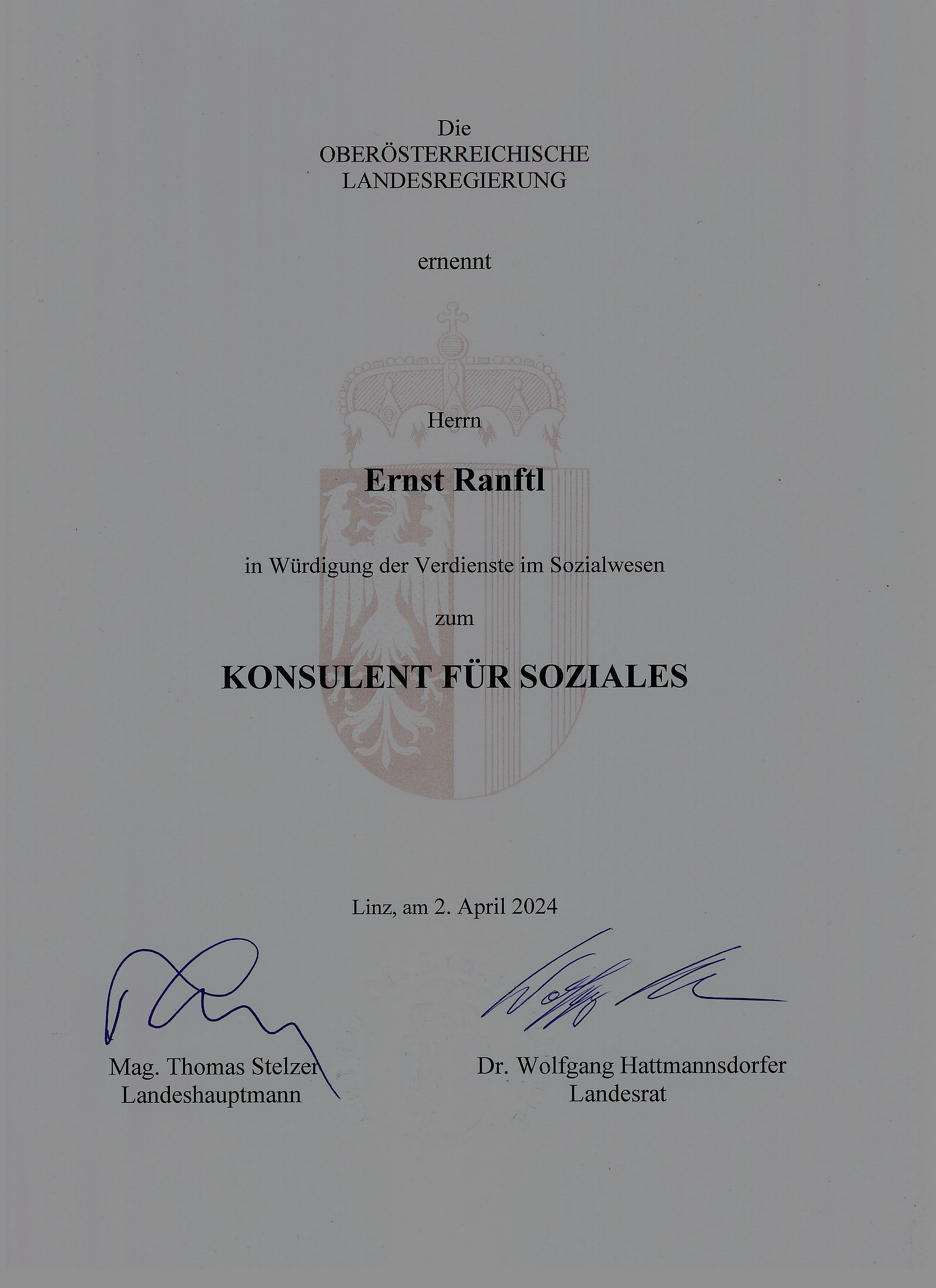
Verleihungsurkunde zum Konsulententitel in Oberösterreich

Konsulent der Landesregierung (kurz Konsulent) ist ein Ehrentitel, der in einigen österreichischen Bundesländern durch die
Landesregierung verliehen wird. 

## Beschreibung
Es gibt die Auszeichnung mit diesem Ehrentitel in verschiedenen Sparten (etwa Wissenschaft, Kunst, Soziales, Sport). Mit der Ernennung zum Wissenschaftlichen Konsulenten der Landesregierung etwa wird ab einem bestimmten Lebensalter ein langjähriges, überregionales und ehrenamtliches Engagement im kulturellen Bereich, häufig in Heimatgeschichte oder Mundart-Dichtung, gewürdigt. Der auf Landesebene vergebene Konsulententitel bildet damit in gewisser Weise die Entsprechung zu dem auf Bundesebene zuerkannten Berufstitel Professor, wie er vom Bundespräsidenten für besondere Leistungen vor allem in Kunst und Kultur verliehen wird. Beide Ehrentitel haben jedoch – außer dem schmückenden Anklang – keinen Bezug zu einer universitären Tätigkeit. Abgekürzt wird der Konsulententitel mit Kons.
Im Bundesland Oberösterreich z. B. wird der Titel seit dem Jahr 1956 vergeben. Um ihn zu erhalten, muss sich die betreffende Person über einen Zeitraum von mindestens zehn Jahren in einer Leitungsfunktion und ohne finanzielle Gegenleistung in einem kulturellen Bereich wie Volksbildung, Heimatpflege, Denkmalpflege, Musikpflege, Sozialwesen, Sport, Kunstpflege, Wissenschaft oder der allgemeinen Kulturpflege betätigt haben. Die oberösterreichische Landesregierung verleiht den Titel pro Jahr durchschnittlich an 20 Personen. Verliehen wird der Titel nach Vorschlag und einer nachfolgenden, eingehenden Prüfung der Voraussetzungen. Dabei werden Informationen über die bisherige Tätigkeit und weitere besondere Leistungen eingeholt, oft werden auch Stellungnahmen der Bürgermeister der zuständigen politischen Gemeinden oder der entsprechenden Fachverbände eingeholt. Die eigentliche Verleihung des Titels erfolgt im Rahmen eines Festaktes, der etwa viermal im Jahr in Anwesenheit des Landeshauptmannes stattfindet.

## Beispiele

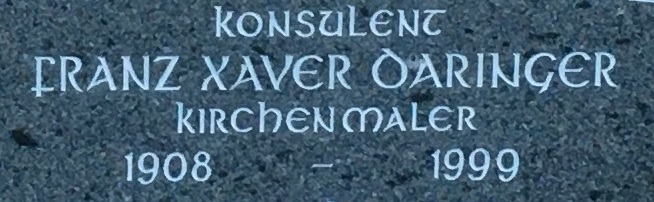
Grabstätte des Kirchenmalers Franz Xaver Daringer in Aspach mit Nennung des Konsulententitels

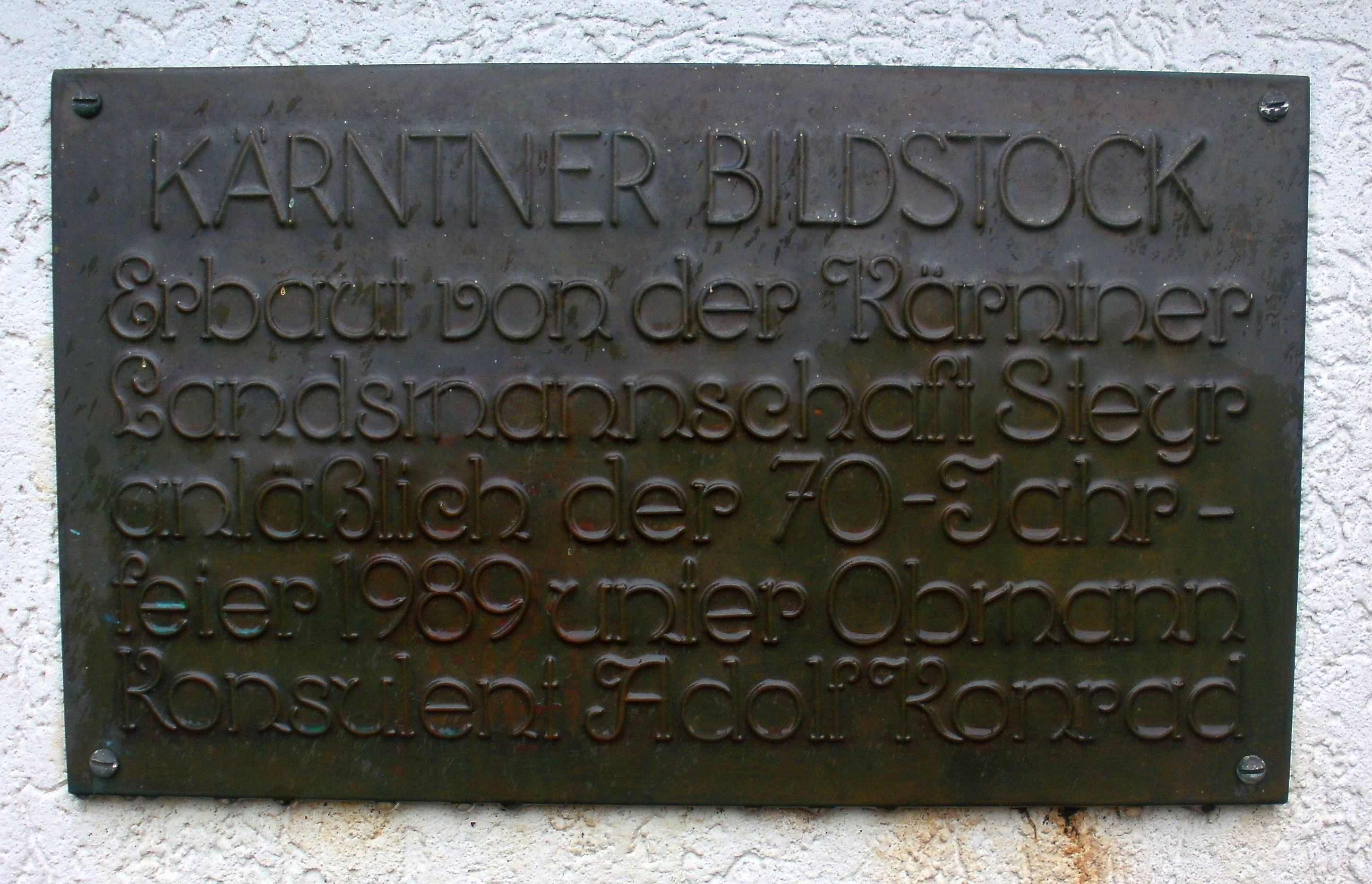
Inschrifttafel in Steyr mit Nennung des Konsulententitels

- In Ohlsdorf (Oberösterreich) wurde die Kons. Ernst-Spitzbart-Straße amtlich mit Nennung des Konsulententitels benannt.

## Personen (Auswahl)
Zu den Personen, die mit dem Konsulententitel geehrt wurden, zählen u. a.: 
- Fritz Bertlwieser (* 1952)
- Franz Bucar (1925–2014)
- Hermann Derschmidt (1904–1997)
- Karl-Michael Ebner (* 1972)
- Hermann Edtbauer (1911–2012)
- Walter Egger (1948–2024)
- Oskar Feldtänzer (1922–2009)
- Gerhard Fitzinger (1947–2016)
- Rudolf Fochler (1914–2001)
- Roman Foissner (* 1924)
- Gottfried Gansinger (* 1938)
- Georg Grüll (1900–1975)
- Heinrich Haider (1903–1978)
- Uwe Christian Harrer (* 1944)
- Rudolf Haunschmied (* 1966)
- Franz Hauser (* 1947)
- Peter B. Hauser (* 1942)
- Alfred Havlicek (1940–2018)
- Willy Hengl (1927–1997)
- Hans Hoffmann-Ybbs (1928–2005)
- Alfred Höllhuber (1919–2008)
- Kurt Holter (1911–2000)
- Herbert Kneifel (1908–2010)
- Walter Knoglinger  (1928–2012)
- Engelbert Lasinger (* 1960)
- Günther Leitner (* 1946)
- Kurt Lettner (* 1937)
- Josef Limberger (* 1958)
- Erich Linemayr (1933–2016)
- Karl Mayrhofer (1908–1987)
- Karl Manner (1923–2015)
- Franz Meingaßner (* 1955)
- Johann Mösenbichler (* 1959)
- Josef Karl Nerud (1900–1982)
- Leo Pallwein-Prettner (1937–2012)
- Gerhard Pilz (1942–2016)
- Gerhard Possart (1923–1996)
- Karl Rehberger (1934–2018)
- Joseph Ramsauer (1905–1976)
- Walter Rescheneder (* 1948)
- Rupert Ruttmann (1906–1987)
- Hiltigund Schreiber (1939–2023)
- Eberhard Stüber (* 1927)
- Karl Weichselbaumer (* 1933)
- Ludwig Weinberger (1911–1966)
- Joseph Werndl (1929–2022)
- Erich Widder (1925–2000)
- Rudolf Zach (1904–1994)